# Nazionale femminile di hockey su prato dell'Ucraina
La nazionale di hockey su prato femminile dell'Ucraina è la squadra femminile di hockey su prato rappresentativa dell'Ucraina ed è posta sotto la giurisdizione della Ukrainian Hockey Federation.

## Partecipazioni

### Mondiali
- 1994 – non partecipa
- 1998 – non partecipa
- 2002 – 14º posto
- 2006 – non partecipa
- 2010 – non partecipa
- 2014 – non partecipa
- 2018 – non partecipa

### Olimpiadi
- 2000-2008 – non partecipa

### Champions Trophy
- 1999-2009 – non partecipa

### EuroHockey Nations Championship
- 1999 – 7º posto
- 2003 – 5º posto
- 2005 – 6º posto
- 2007 – 8º posto
- 2009 - non partecipa